# Karsten Gundermann
Karsten Gundermann (* 1. Oktober 1966 in Dresden) ist ein deutscher Komponist. Er lebt als freischaffender Komponist in Hamburg.

## Kompositionen
- 2017: "Des Menschen Wille" Reformationsoratorium für das Evangelische Seminar Maulbronn
- 2023: "Weltharmonik", Oratorium zu Johannes Kepler für das Evangelische Seminar Maulbronn

## Leben
Er besuchte die Kinderkomponistenklasse von Hans Jürgen Wenzel und studierte anschließend an der Dresdner Musikhochschule bei Udo Zimmermann.
Ab 1990 studierte er an der Nationalakademie für Chinesisches Theater in Peking. 1993 komponierte er dort die Peking-Oper Die Nachtigall nach einem Märchen von Hans Christian Andersen. Die Oper wurde im Jahre 2010 im Rahmen des Rheingau Musik Festival im Palais am Zoo in Frankfurt am Main aufgeführt.
2003 komponierte er im Auftrag des RIAS Kammerchores und von Concerto Köln die Chinesisch-deutschen Jahres- und Tageszeiten nach Goethes gleichnamigem Gedichtzyklus. Im Juni 2010 wurde seine kompositorische Bearbeitung von Le cinesi, einer Barockoper mit Musik von Christoph Willibald Gluck und einem Libretto von Pietro Metastasio, bei den Musikfestspielen Potsdam Sanssouci uraufgeführt.

## Film
- 2002: Verrückt nach Paris
- 2002: Abgedreht
- 2010: Faust II reloaded – Den lieb ich, der Unmögliches begehrt!